# 에르빈 요하네스 보비엔

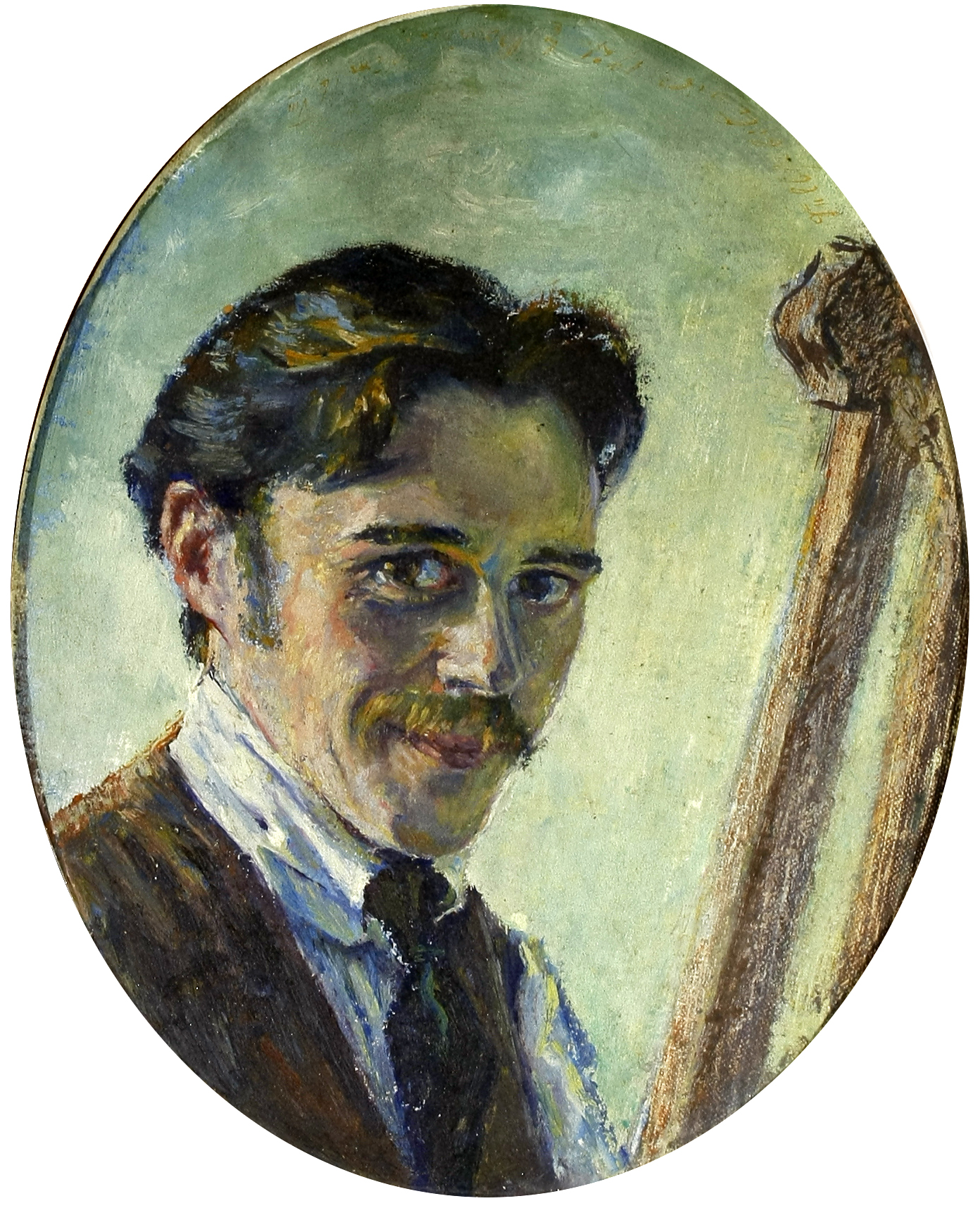
에르빈 보비엔 - 자화상 1920년대

에르빈 요하네스 보비엔(독일어: Erwin Johannes Bowien, *1899년 9월 3일 뮐하임안데어루르에서 출생, 1972년 12월 3일 바일 암 라인에서 사망)은 독일의 화가, 작가이자 시인이었다.

## 생애
에르빈 보비엔은 토목 기술자이자 훗날 바일 암 라인의 라인 항구 영업 책임자였던 에리히 보비엔과 동 프로이센 엘빙 출신의 아내 안나 마리아(본명 노이펠트)의 아들로 태어났다. 그는 베를린-샬로텐부르크에서 자랐고 이후 스위스 뇌샤텔에서 성장했다. 보비엔은 에릭 티에보와 친구가 되었는데, 그는 2차 세계 대전이 끝난 후인 1948년에 보비엔을 스위스로 다시 돌아올 수 있게 해주었다.
보위엔은 뇌샤텔의 응용예술학교에서 윌리엄 라신에게 첫 미술 교육을 받았다. 스위스 초콜릿 제조업체인 칼 러스-수차드는 젊은 보비엔을 후원하고 그의 그림을 다수 구입했다.
독일 시민이었던 보비엔은 18세 생일에 징집되어 1917/1918년 1차 세계 대전에 도청 부대의 통역병으로 참전해야 했다. 이 기간 동안 그는 아르곤 숲에서 전선을 묘사한 스케치와 수채화를 그렸다. 그는 1919년 하노버에서 제대했다.
전쟁 후 보비엔은 처음에 하노버 예술 공예 학교에서 야간 수업을 들었다. 1920~1921 년 뮌헨 국립 미술 아카데미에서 로베르트 엥겔스 교수 밑에서 공부한 후 1922 년 드레스덴 미술 아카데미에서 리하르트 뮐러 교수 밑에서 공부했다. 이후 베를린 쇤베르크 국립 미술 학교에서 필립 프랑크 밑에서 미술 교사 교육을 받으면서 오스카 피셸 밑에서 미술사 수업을 들었다. 보비엔은 1923년 뒤셀도르프에서 미술 교사 시험에 합격한 후 다음 해에 카셀, 아헨, 함부르크, 뤼베크, 카를스루에, 프라이부르크 임 브라이스가우, 바젤, 쾨니히스베르크, 그리고 힐데스하임으로 그림 여행을 떠났으며, 이후 프라하와 비엔나(1928) 및 북부 이탈리아(1929)로도 여행을 떠났다.
보비엔은 처음에 호헨촐레른주의 헤칭엔에 있는 레알김나지움에서 교사로 근무했고, 1925년부터 1932년까지 졸링겐에서 슈베르트슈트라세 김나지움에서 미술 교사로 근무했는데, 훗날 독일 연방 대통령이 된 발터 셸이 그의 학생 중 한 명이었다. 이 기간 동안 그는 지역 성인 교육 센터에서 100회 이상의 미술사 강의를 하였다. 또한 졸링겐에 있는 츠빌링 공장의 모든 작업 과정을 그리는 일을 의뢰 받기도 했다. 그는 브뤼닝 긴급 조치로 인해 학교를 떠나야 했다. 이때 그는 에르나와 한스 하이넨의 예술가 및 문학 살롱을 정기적으로 방문했으며, 이 곳에서 그 가족과 평생토록 지속되는 우정을 키웠다. 하이넨 가문의 딸인 베티나 하이넨-아이예흐(1937~2020)는 그의 가장 주요한 그림 제자가 되었다.

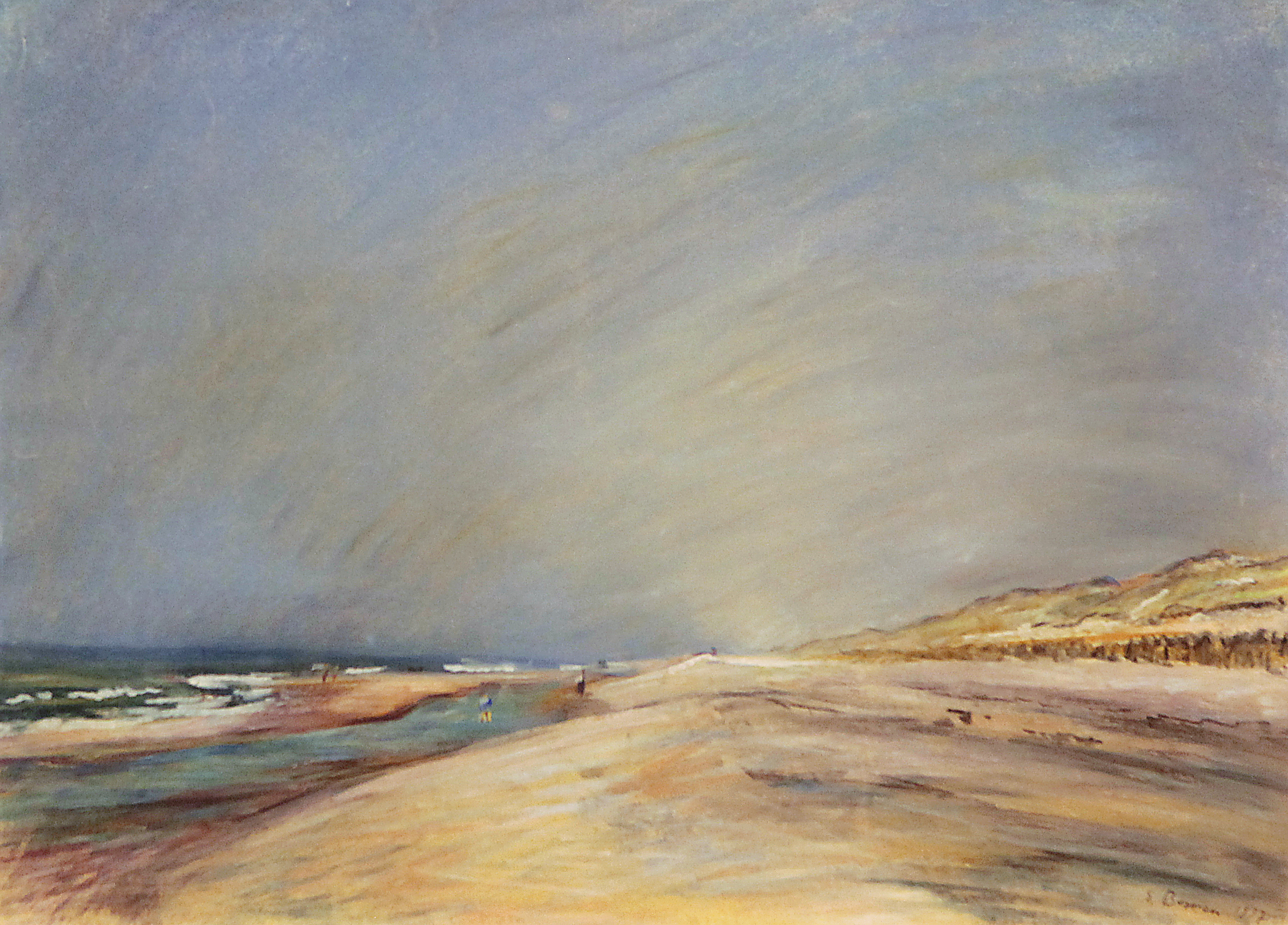
에그몬트 안 제(1937)

1932년부터 1942년까지 보비엔은 철학자 르네 데카르트가 살았던 북네덜란드의 에그몬트 안 덴 호프에서 프리랜서 예술가로 살았다. 교사직에서 해임된 후 처음에는 렘브란트 전시회에 참석하기 위해 암스테르담을 방문했을 뿐 네덜란드에 머물렀다. 그곳에서의 그의 가장 중요한 그림 제자는 더크 우데스였다. 1934 년 보비엔은 여행 자금을 조달해준 후 제작된 작품의 절반을 받았던 목재 도매상과 함께 리비아, 튀니지, 알제리, 모로코로 북아프리카 여행을 떠났다. 그 후 그는 여행으로 인한 과로로 한동안 힘들었다. 풍경화 외에도 보비엔은 부유한 네덜란드인들을 위해 많은 초상화와 가족화를 그렸다. 호른의 서프리지아 박물관에서 보비엔의 그림을 구입했으며, 다른 그림은 기부금을 통해 암스테르담 국립미술관,  헤이그의 왕실 기록 보관소, 알크마르 지역 기록 보관소 그리고 숄 교구의 소유가 되었다.
보비엔은 자서전에서 나치의 '권력 장악'이 독일로 돌아가지 않은 이유이며, 정치가 매일 그에게 '새로운 고통'을 안겨줬다고만 암시한다. "그래서 그 당시 제가 그린 그림은 울부짖는 듯한 느낌을 주었다. 제게 바다는 충분히 거칠 수 없었고 구름은 충분히 음울하지 않았다." 독일군이 네덜란드를 점령한 후 그는 알크마르에 3일간 수감되었다. 정치적 상황으로 인해 더 이상 돈을 벌 수 없었기 때문에 그는 무거운 마음으로 독일로 돌아 왔다. 그는 자신의 작품 35 점을 헤이그의 미술상에게 맡겼고 그 후 분실되었다. 그는 먼저 6개월 동안 졸링겐의 하이넨 가족에게로 이사하여 1942 년 겨울에 수채화로 도시 전망 시리즈를 제작하였는데, 이는 1944년 11 월 이 도시가 파괴되기 전의 마지막 도시 그림 이였다.
보비엔의 다음 목적지는 아우크스부르크였다. 2차 세계 대전으로 인해 액자나 캔버스를 살 수 없었기 때문에 보비엔은 곳곳에서 판매되고 있는 총통 초상화와 나치 공식 선전화를 사서 다시 밑칠을 한 후 그 위에 아우크스부르크의 풍경을 그리는 아이디어를 떠올렸다. 그림은 잘 팔렸지만 1943년 아우크스부르크에서 제국 문화원의  지시로 그의 그림을 압수한 게슈타포에 의해 고발되었다. 보비엔의 그림 중 30점 이상이 전쟁의 영향으로 파괴되었다. 유효한 서류, 특히 병역 증명서가 없었던 그는 알고이의 크로이츠탈-아이젠바흐(현재 이즈니 지역)로 피신했다. 그곳에서 그는 전쟁 회고록인 Les heures perdus du Matin ('상실된 아침 시간')을 집필하고 탈출한 프랑스 전쟁 포로를 숨겨주는 일을 도왔다.
전쟁이 끝난 후 에르빈 보비엔은 1950년부터 고향인 바일 암 라인과 번갈아 가며 살았던 솔링엔으로 돌아왔다. 또한 독일 국내와 스위스, 스웨덴 남부, 노르웨이(그곳에서 알스텐 섬에 있는 별장 '베티나 보'도 구입), 파리, 알제리(베티나 하이넨-아이예흐를 방문하기 위해), 핀란드, 프랑스 남부 등지로 그림 여행을 떠났다. 1970년 7월 28일 그는 인켄 스트로마이어(본명 보그트)와 결혼했다. 1972년 12월 3일 에르빈 보비엔은 바일 암 라인에서 사망하였고, 그곳에 묻혔다. 그의 무덤은 바일 암 라인시의 추모 묘역으로 보존되었다. 작가의 그림은 노르트라인-베스트팔렌 문화부, 후줌의 노르드프리슬란트 박물관(니센 하우스), 뢰라흐의 드라일렌더 박물관(이전 암 부르크호프 박물관), 슈프링에 크라이스 향토 박물관, 및 한뮌덴 시립 미술 컬렉션, 졸링겐과 바일 암 라인에서 소장하였다.
1976년 10월 20일, 졸링겐의 독일 칼날 박물관에서 에르빈 보비엔 친우회(Freundeskreis Erwin Bowien e.V.)가 설립되었다.

## 전시회
- 1917 뇌샤텔(노이엔부르크), 스위스. 갤러리‘Rose d´Or‘에서 전시회.[13]
- 1927 졸링겐, 독일. 솔링엔 카지노협회 홀에서 첫 번째 전시회.[8]
- 1928 졸링겐, 독일. 졸링겐 카지노협회 홀에서 두 번째 전시회.[8]
- 1929 졸링겐, 독일. 졸링겐 카지노협회 홀에서 세 번째 전시회.[13]
- 1933~1941 네덜란드: 호른, 에그몬드, 호린험, 숄, 헤이그에서 전시회.[13]
- 1947~1959 졸링겐, 독일. 독일 칼날 박물관에서 열린 ‘베르기센 미술 전시회‘에 참가.[8]
- 1951후줌, 독일. 노르트프리슬란트 박물관(니센 하우스)에서 전시회.[13]
- 1954 베른, 스위스. 갤러리 "Haus der Inneren Enge"에서 전시회 (5 월 2~31일). 개회사  E.M. 팔렛-폰 카스텔베르크 박사.[13]
- 1957후줌, 독일. 노르트프리슬란트 박물관(니센 하우스)에서 전시회. 해당 박물관에서 구입.[8]
- 1957 코펜하겐, 덴마크. 독일 클럽에서 전시회. 독일 대사관 문화 무관 오버마이어 박사의 개회사.[8]
- 1958 졸링겐, 독일. "Neuen Rheinzeitung" 전시 공간에서 전시회.[8]
- 1958 한뮌덴, 독일. 향토 박물관 재개관을 기념하여 벨펜슐로스에서 전시회.[8]
- 1958코펜하겐, 덴마크. 독일 클럽에서 두 번째 전시회.[8]
- 1960 졸링겐, 독일. 1960년 1월 17부터 2월 28일까지 졸링겐의 독일 칼날 박물관에서 에르빈 보비엔의 60번째 생일을 기념하는 회고전이 열렸다.
- 1962 베른, 스위스. 슈나이더 갤러리에서 전시회.[8]
- 1964 파리, 프랑스. 던컨 갤러리 전시회(10월 02~16일).[8]
- 1965 Au/장크트갈렌, 스위스. 갤러리 " Zollstraße"(4월24일~5월2일)에서 전시회.[8]
- 1967 바일 암 라인, 독일. 하우스 데어 볼크스 빌둥(9월23일~10월1일)에서 전시회. 뢰라흐의 암 부르크 호프 박물관과 바일 암 라인시에서 다수 구입.[8]
- 1968 프라이부르크 임 브라이스가우, 독일. 시청에서 전시회(4~5월).[8]
- 1968바트 젝킹엔, 독일. 트롬페터성에서 전시회(12월 1일~22일), 호크라인 미술협회 주최.[8]
- 1969 프라이부르크 임 브라이스가우, 독일. 시청에서 회고전, 70세 생일 기념, 시각 예술가 연합 주최.[8]
- 1970 졸링겐. 독일 칼날 박물관에서 전시회.[8]
- 1971 바일 암 라인, 독일.사회교육원에서 전시회.[8]
- 1973 슈프링에/다이스터, 독일. 사후. 향토 박물관에서 전시회(1973년8월25일~9월 30일).[8]
- 1974 바일 암 라인, 독일. 사후. 이전 보비엔 자택에서의 전시회(1974년 2월1일~1월 14일).[8]
- 1974라바트, 모로코, 사후, 괴테 인스티투트에서 전시회(1974년 12월4일~14일). 독일 대사 헨두스 박사의 개회사.[8]
- 1975 바일 암 라인, 독일, 사후. 성인 교육관에서 전시회(1974년5월3일~11일).[8]
- 1975 졸링겐, 독일, 사후. 독일 칼날 박물관에서 전시회(1975년5월15일~7월13일).[8]
- 1976 글라트베크(보트롭시), 독일, 사후. 바서슐로스 비트링엔에서 전시회 (3월14일~4월25일).[8]
- 1977 베른, 스위스, 사후. 갤러리 다트 뮌스터에서 전시회(1977년1월25일~2월15일).[8]
- 1977 알제, 알제리, 사후, "모하메드 라심" 갤러리에서 전시회(11월15일~ 11월26일).[8]
- 1978 부흐슐락 드라이 아이히, 독일, 사후, 시민홀에서 전시회(1978년9월6일~9월17일).[8]
- 1980 렘샤이트, 독일, 사후,  렘샤이트-하스텐 향토 박물관에서 전시회(1980년7월6일~8월24일).[8]
- 1982 졸링겐, 독일, 사후, 독일 칼날 박물관(1982년 9월11일~-26일). 테마: 베르기쉐스 란드.[8]
- 1984 바일 암 라인, 독일, 사후. 슈타플레후스 시립 갤러리(1984년 3월15일~4월8일).[8]
- 1984 졸링겐, 독일, 독일 칼날 박물관(1984년8월19~10월7일). 테마: 라인강의 발원지에서 하구까지의 묘사.[8]
- 1985 알제, 알제리, 사후, 괴테 인스티투트에서 전시회(11월19~30일).[8]
- 1986 졸링겐, 독일. 사후, 졸링겐 시립 저축은행에서 전시회(9월16~10월16일). 테마: 네덜란드.[8]
- 1986 독일 바일 암 라인, 사후, 마르크 그레플러 란트 저축은행(11월10일~12월2일).
- 1988 바일 암 라인, 독일, 사후, 마르크 그레플러 란트 저축은행(8월23~9월16일). 테마: 3각 접경 지대.[8]
- 1988 렘샤이트, 독일, 사후, 극장 갤러리에서 전시회(9월11~10월23일).[8]
- 1991 졸링겐, 독일, 사후, 졸링겐 시립 저축은행 (9월10일~10월4일) 테마: 졸링겐 시민의 이미지와 초상화.[8]
- 1996 졸링겐, 독일, 사후, 베르기쉬 박물관, 안 데어 부퍼 부르크 성(9월22일~10월20일).[8]
- 1999 졸링겐, 독일, 사후, 바덴 박물관(10월3일~11월5일).[8]
- 1999 바일 암 라인, 독일, 사후, 슈타펠후스 시립 갤러리(1999년11월20일~12월19일).[8]
- 2006 졸링겐, 독일, 사후, 갤러리 리베랄에서 전시회(8월26일~10월6일).[14]
- 2012~2013 이스니, 아이젠바흐, 독일, 사후, 하우스 탄네에서 전시회. 테마: 크로이츠탈 - 아이젠바흐의 에르빈 보비엔.[14]
- 2013~2014 바일 암 라인, 독일, 사후, 2013년 10월 13일부터 2014년 7월 27일까지 바일 암 라인의 린덴플라츠 미술관에서 회고전이 열렸다.[15][16]
- 2014 졸링겐, 독일, 사후, 졸링겐 미술관 회고전(2014년8월10일~9월14일)).[14]
- 2015 게오르그스마리엔휘테, 독일, 빌라 슈타머 미술관에서 회고전(2015년10월14일~11월15일).[14]

## 출판물
정신과 세상 사이의 아름다운 게임 - 화가로서의 나의 삶(자서전). 베티나 하이넨-아이예흐와 에르빈 보비엔 친우회 발행, 졸링겐1995, ISBN 3-88234-101-7.
Heures Perdues du Matin, Journal d' un Artiste Peintre, Alpes Bavaroises, 1944~1945. 베르나르트 짐머만 발행. L’Harmattan 출판사, 파리 2000, ISBN 2-7475-0040-3.

## 참고 문헌
- 한스 야콥 드레지아: "에르빈 요하네스 보비엔(Erwin Johannes Bowien)" 그의 작품 소개, 졸링겐, 연대 불명.[8]
- - 저자 불명: 에르빈 J. 보비엔, 졸링겐, 60세 1960년 1월 17일부터 2월 28일까지 졸링겐 독일 칼날 박물관전시회 카탈로그.[17]
- 한스 칼 페쉬:에르빈 보비엔. 발행: 베티나 하이넨-아이예흐와 에르빈 보비엔 친우회 초판. 졸링겐 1981.[8]
- W.F.Koeman: De "친우회" Van Erwin Bowien, "Schakels" 5호에서, 1981. 베르겐.
- 한스 칼 페쉬: 에르빈 보비엔의 삶, 예술, 작품(1899년 뮐하임/루르~1972년 바일 암 라인) 졸링겐, 1986.[8]
- 디에츠: 에르빈 보비엔, 파스텔의 거장, 출처: Das Markgräflerland, 1986, 200페이지 이하.[18]
- 다이애나 밀리: 에르빈 보비엔, 졸링겐 시민의 묘사와 초상화. 졸링겐, 1991.[8]
- 다큐멘터리 바이에른 방송국의 세상 끝의 화가 보비엔, 2012년 5월 6일 일요일에 방영.[19][20]
- 루디 홀츠 베르거: 매혹적인 아델레그: 알고이의 소실점 – 크로이츠탈에서의 에르빈 보비엔. 아델레그 출판사, 아이젠바흐 2013, ISBN 978-3-00-042789-3.
- 베티나 하이넨-아이예흐 (발행): 에르빈 보비엔 1899~1972 작품 목록 - 카탈로그 Raisonné-Werkoverzicht. 출판사 U자형, 졸링겐 1999, ISBN 3-88234-103-3.
- 박물관 교류 협회 및 바일 암 라인의 린덴플라츠 시립 박물관(발행): 정신과 세계 사이. 에르빈 보비엔, 2013년 10월 13일~2014년 7월 27일 전시회 관련 브로셔. 린덴플라 츠 시립 박물관. 바일 암 라인.
- Sytze van der Zee: Wijoverleefden. De laatsteooggetuigen van de Duitsebezetting, 프로메테우스, 암스테르담 2019, ISBN 9789044638424.
- Peter J.H. van den Berg. De schilders van Egmond. W Books, Zwolle 2021,ISBN 978 94 625 83931.
- 클라우디아 쇤닝-칼렌더: 에르빈 보비엔: 예술가 공동체의 선구자, 여행 화가 겸 기록자. 출처:  Art Profil Kunstmagazin, 28~31페이지, 2022년 146호.
- 크리스티나 스트렉푸스: 예술가 공동체의 선구자이자 시대의 증인. 졸링겐의 "검은 집". 출처: Art Profil Kunstmagazin, 48~53페이지, 2022년 148호

## 미술관, 아카이브, 공공 컬렉션
예술가 에르빈 보비엔의 그림과 원고는 유럽 각국의 여러 박물관, 아카이브 및 공공 컬렉션에 보관되어 있다. 네덜란드에서는 그림을 암스테르담 국립미술관, 헤이그의 코닝클릭하우스 아카이브, 호른의 Westfries Museum, 에그몬드 a/Zee의 반 에그몬드 미술관에서 소장하고 있다. 아카이브 자료는 Regionaalarchief Alkmaar 및 헤이그의 아카이브RKD- Nederlands Instituut voor Kunstgeschiedenis에서 확인할 수 있다. 독일에서는 작가의 그림이 노르트라인-베스트팔렌주의 미술 컬렉션, 졸링겐의 미술관, 바일 암 라인의 시립 미술 컬렉션, 노르트프리스란트 박물관, 후줌 니센하우스, 뢰라흐의 드라일 랜더 박물관(이전 암 부르크호프 박물관), 슈프링에/다이스터의 향토 박물관, 한-뮌덴 시립 미술 컬렉션그리고 졸링겐의 시립 저축은행 미술 컬레션에 보관되어 있다. 아카이브 자료는 졸링겐의 시립 아카이브와 뒤셀도르프의 하인리히-하이네 인스티튜트에 보관되어 있다. 노르웨이에서는 지자체인 알스타하우그(Alstahaug community)에서 보비엔의 많은 회화 컬렉션을 소장하고 있다. 스위스에서는 취리히에 있는 스위스 역사 및 현대 미술 연구소인 SIK-ISEA의 아카이브에 자료가 보관되고 있다.

## 영화, 라디오 드라마
- 1992 Hassen Bouabdellah: 베티나 하이넨-아이예흐 - 에르빈 보비엔에게 보내는 편지. 영화, 졸링겐과 알제, 1992. 프랑스어 버전 제목은 Bettina Heinen-Ayech – Lettre à Erwin Bowien. 이 영화는 몬트리올 페스티벌의 공식 선정작에 포함되었다.[41]
- 2010 Georg Bayerle. 형식에 담긴 기억의 예술 바이에른의 슈페사르트와 카르벤델 산맥 사이에서.[41]
- 2011 Georg Bayerle. 알고이의 소박한 산악 풍경 – 피난처로서의 크로이츠탈, 1944, 포맷 바이에른 시절. 상영 시간, 약 53분. 2011년 12월 11일 라디오 드라마 첫 방송.[41]
- 2015 Rudi Holzberger와 Georg Bayerle. 알고이의 소실점. 기억의 예술: 크로이츠탈의 에르빈 보비엔. 상영 시간: 53분. Bayerle – Kümpfel – Holzberger 재단. 2015년 10월 21일 뮌헨 Maxim Kino에서 시사회.[41]

## 웹 링크
- erwin-bowien.com – 에르빈 요하네스 보비엔 웹사이트
- 에르빈 보비엔 – 예술가 공동체의 선구자 "검은 집" - www.schwarzes-haus.com.
- 에르빈 보비엔에 대한 정보는 독일 전기 에서도 확인할 수 있음
- 독일 국립 도서관 카탈로그

## 개별 참조
1. ↑  Erwin Bowien: Das schöne Spiel zwischen Geist und Welt. Mein Malerleben. Hrsg.: Bettina Heinen-Ayech und Freundeskreis Erwin Bowien e.V. U-Form Verlag, Solingen 1995, ISBN 3-88234-101-7, S. 24,25 und 72.
2. ↑  Erwin Bowien: Das schöne Spiel zwischen Geist und Welt. Mein Malerleben. Hrsg.: Bettina Heinen-Ayech und Freundeskreis Erwin Bowien e.V. U-Form Verlag, Solingen 1995, ISBN 3-88234-101-7, S. 22–23.
3. 1 2  Bettina Heinen-Ayech und Ulrike Friedrichs: Erwin Bowien (1899-1972). Werkverzeichnis - Catalogue Raisonné - Werkoverzicht. Hrsg.: Bettina Heinen-Ayech. U-Form Verlag, Solingen 1999, ISBN 3-88234-103-3, S. 18.
4. ↑  Barbara u. Detlef Rahlf: Erwin Bowien Vita I. In: erwin-bowien.de. 10. Oktober 2008, abgerufen am 3. November 2018.
5. 1 2 3  Barbara & Detlef Rahlf, München: Erwin Bowien Vita II. In: erwin-bowien.de. 10. Oktober 2008, abgerufen am 19. November 2018.
6. ↑  Bowien: Das schöne Spiel zwischen Geist und Welt. S. 47f.
7. ↑  Bowien: Das schöne Spiel zwischen Geist und Welt. S. 52.
8. 1 2 3 4 5 6 7 8 9 10 11 12 13 14 15 16 17 18 19 20 21 22 23 24 25 26 27 28 29 30 31 32 33 34 35 36 37 38 39 40 41 42 43 44 45 46 47 48 49 50 51 52 53  Bettina Heinen-Ayech und Ulrike Friedrichs: Erwin Bowien (1899-1972) Werkverzeichnis-Catalogue Raisonné-Werkoverzicht. Hrsg.: Bettina Heinen-Ayech. 1. Auflage. U-Form-Verlag Solingen, Solingen 1999, ISBN 3-88234-103-3, S. 21–26.
9. ↑  Bowien: Das schöne Spiel zwischen Geist und Welt. S. 52f.
10. ↑  Bowien: Das schöne Spiel zwischen Geist und Welt. S. 62.
11. ↑  Bowien: Das schöne Spiel zwischen Geist und Welt. S. 67.
12. ↑  Barbara & Detlef Rahlf, München: Erwin Bowien III. In: erwin-bowien.de. 10. Oktober 2008, abgerufen am 19. November 2018.
13. 1 2 3 4 5  Hans-Karl Pesch: . Hrsg.: Bettina Heinen-Ayech und der Freundeskreis Erwin Bowien. e.V. 1. Auflage. Solingen 1981, S. 30.
14. 1 2 3 4  Dr. Haroun Ayech: Retrospektiven. In: Erwin Johannes Bowien (1899-1972). Dr. Haroun Ayech, 2020, abgerufen am 1. Mai 2020 (deutsch).
15. ↑  Michael Tesch: Solingen: Ein Maler zwischen Geist und Welt. In: rp-online.de. 20. August 2013, abgerufen am 3. November 2018.
16. ↑  Erwin Bowien-Retrospektive präsentiert viele noch nie gezeigte Bilder. In: Badische Zeitung. Abgerufen am 3. November 2018.
17. ↑  Bettina Heinen-Ayech und Ulrike Friedrichs: Erwin Bowien (1899-1972) Werkverzeichnis-Catalogue Raisonné-Werkoverzicht. Hrsg.: Bettina Heinen-Ayech. 1. Auflage. U - Form - Verlag Solingen, Solingen 2000, S. 26.
18. ↑  Hans Hofstätter und Berthold Hänel: Die Maler des Markgräflerlandes. Hrsg.: Landkreis Lörrach. Schillinger Verlag, Freiburg 2000, S. 78.
19. ↑  Mitteilungen des Freundeskreises Erwin Bowien e.V. vom Dezember 2010 (Memento vom 20. März 2014 im Internet Archive)
20. ↑  Bayerischer Rundfunk dreht im Kreuzthal einen Film schwaebische.de 11. Oktober 2012.
21. ↑  Bettina Heinen-Ayech (Hrsg.): Erwin Bowien 1899–1972 Werkverzeichnis – Catalogue Raisonné-Werkoverzicht. Verlag U-Form, Solingen 1999, ISBN 3-88234-103-3.
22. ↑  Hans-Karl Pesch: Erwin Bowien. Hrsg.: Bettina Heinen-Ayech und der Freundeskreis Erwin Bowien. e.V. 1. Auflage. Solingen 1981.
23. ↑  Bettina Heinen-Ayech (Hrsg.): Erwin Bowien 1899–1972 Werkverzeichnis – Catalogue Raisonné-Werkoverzicht. Verlag U-Form, Solingen 1999, ISBN 3-88234-103-3.
24. ↑  Hans-Karl Pesch: Erwin Bowien. Hrsg.: Bettina Heinen-Ayech und der Freundeskreis Erwin Bowien. e.V. 1. Auflage. Solingen 1981.
25. ↑  Bettina Heinen-Ayech (Hrsg.): Erwin Bowien 1899–1972 Werkverzeichnis – Catalogue Raisonné-Werkoverzicht. Verlag U-Form, Solingen 1999, ISBN 3-88234-103-3.
26. ↑  Hans-Karl Pesch: Erwin Bowien. Hrsg.: Bettina Heinen-Ayech und der Freundeskreis Erwin Bowien. e.V. 1. Auflage. Solingen 1981.
27. ↑  Peter J.H. van den Berg. De schilders van Egmond. W Books, Zwolle 2021, ISBN 978 94 625 83931
28. ↑  Bettina Heinen-Ayech (Hrsg.): Erwin Bowien 1899–1972 Werkverzeichnis – Catalogue Raisonné-Werkoverzicht. Verlag U-Form, Solingen 1999, ISBN 3-88234-103-3.
29. ↑  Hans-Karl Pesch: Erwin Bowien. Hrsg.: Bettina Heinen-Ayech und der Freundeskreis Erwin Bowien. e.V. 1. Auflage. Solingen 1981
30. ↑  Bettina Heinen-Ayech (Hrsg.): Erwin Bowien 1899–1972 Werkverzeichnis – Catalogue Raisonné-Werkoverzicht. Verlag U-Form, Solingen 1999, ISBN 3-88234-103-3.
31. ↑  Bettina Heinen-Ayech (Hrsg.): Erwin Bowien 1899–1972 Werkverzeichnis – Catalogue Raisonné-Werkoverzicht. Verlag U-Form, Solingen 1999, ISBN 3-88234-103-3.
32. ↑  Hans-Karl Pesch: Erwin Bowien. Hrsg.: Bettina Heinen-Ayech und der Freundeskreis Erwin Bowien. e.V. 1. Auflage. Solingen 1981.
33. ↑  Bettina Heinen-Ayech (Hrsg.): Erwin Bowien 1899–1972 Werkverzeichnis – Catalogue Raisonné-Werkoverzicht. Verlag U-Form, Solingen 1999, ISBN 3-88234-103-3.
34. ↑  Bettina Heinen-Ayech (Hrsg.): Erwin Bowien 1899–1972 Werkverzeichnis – Catalogue Raisonné-Werkoverzicht. Verlag U-Form, Solingen 1999, ISBN 3-88234-103-3.
35. ↑  Hans-Karl Pesch: Erwin Bowien. Hrsg.: Bettina Heinen-Ayech und der Freundeskreis Erwin Bowien. e.V. 1. Auflage. Solingen 1981.
36. ↑  Bettina Heinen-Ayech (Hrsg.): Erwin Bowien 1899–1972 Werkverzeichnis – Catalogue Raisonné-Werkoverzicht. Verlag U-Form, Solingen 1999, ISBN 3-88234-103-3.
37. ↑  Bettina Heinen-Ayech (Hrsg.): Erwin Bowien 1899–1972 Werkverzeichnis – Catalogue Raisonné-Werkoverzicht. Verlag U-Form, Solingen 1999, ISBN 3-88234-103-3.
38. ↑  Bettina Heinen-Ayech (Hrsg.): Erwin Bowien 1899–1972 Werkverzeichnis – Catalogue Raisonné-Werkoverzicht. Verlag U-Form, Solingen 1999, ISBN 3-88234-103-3.
39. ↑  Bettina Heinen-Ayech (Hrsg.): Erwin Bowien 1899–1972 Werkverzeichnis – Catalogue Raisonné-Werkoverzicht. Verlag U-Form, Solingen 1999, ISBN 3-88234-103-3.
40. ↑  Bettina Heinen-Ayech (Hrsg.): Erwin Bowien 1899–1972 Werkverzeichnis – Catalogue Raisonné-Werkoverzicht. Verlag U-Form, Solingen 1999, ISBN 3-88234-103-3.
41. 1 2 3 4  Dr. Haroun Ayech: Filme, Audio. In: Erwin Johannes Bowien (1899-1972). Dr. Haroun Ayech, 2020, abgerufen am 1. Mai 2020 (deutsch).